# لانگریچ، کوئینزلند
لانگریچ (به انگلیسی: Longreach) یک شهرک در استرالیا است که در Longreach Region واقع شده‌است.